# Thomas Mogensen
Thomas Mogensen, danski rokometaš, * 30. januar 1983.
Leta 2010 je na evropskem rokometnem prvenstvu s dansko reprezentanco osvojil 5. mesto.